# TV Bittenfeld

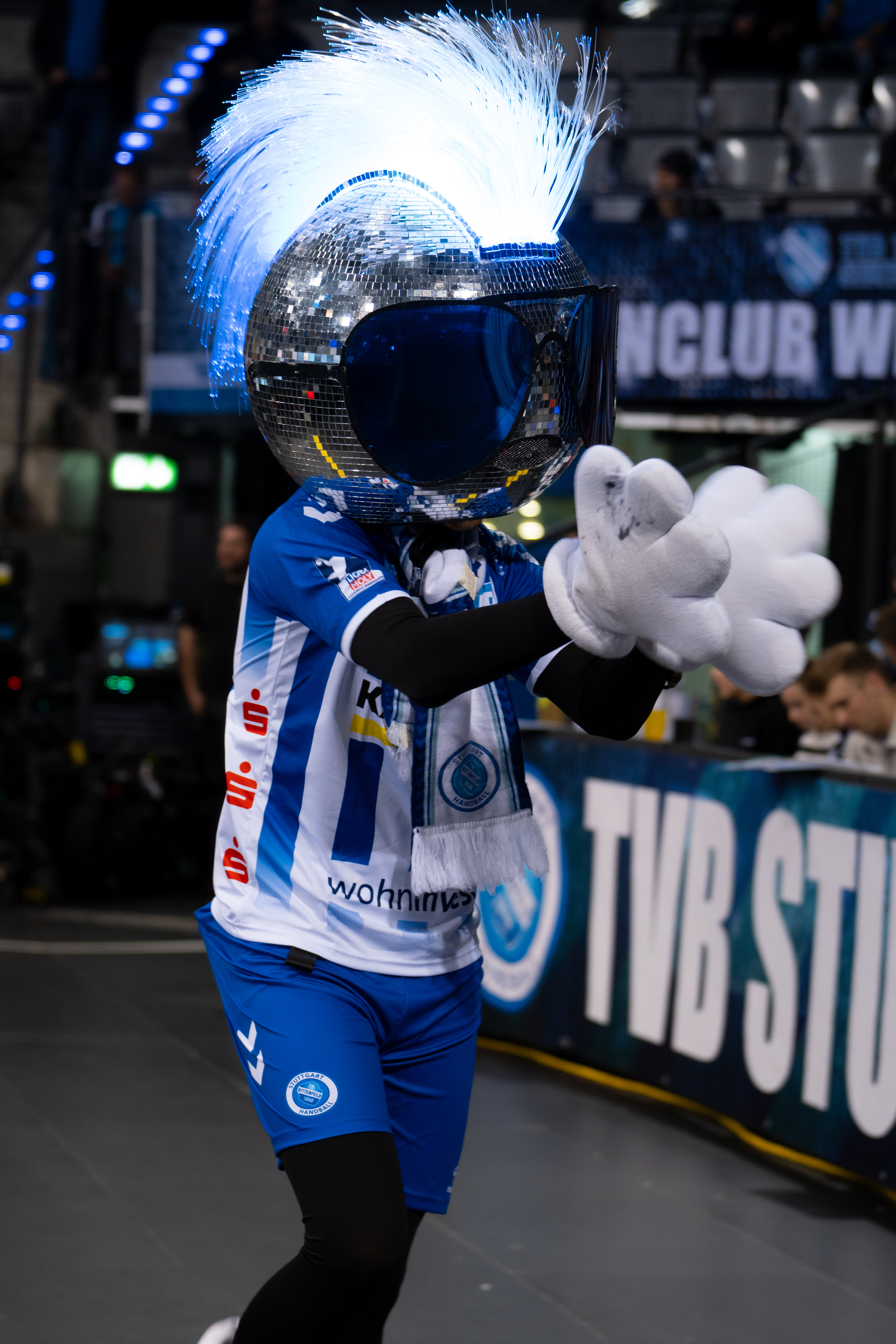
Johnny Blue 2023

Der Turnverein Bittenfeld 1898 e. V., kurz TV Bittenfeld, ist ein Sportverein aus dem Waiblinger Stadtteil Bittenfeld. Bekannt ist vor allem die Handball-Mannschaft der Männer, die von der Saison 2006/07 bis zur Saison 2014/15 in der 2. Handball-Bundesliga spielte und seit der Saison 2015/16 unter dem Namen TVB 1898 Stuttgart in der Handball-Bundesliga vertreten ist. Die Mannschaft trägt seit der Saison 2021/22 ihre Heimspiele in der Porsche-Arena in Stuttgart aus.

## Geschichte
Der TV Bittenfeld wurde 1898 gegründet. Gründervater Lehrer Bizer wurde auch 1. Vorsitzender. Die Handballabteilung des TV Bittenfeld wurde 1925 gegründet, erste Spiele wurden im Feldhandball durchgeführt.
Nach dem Zweiten Weltkrieg wurde der Verein am 18. November 1945 wieder gegründet und am 9. September 1946 von der amerikanischen Militärregierung anerkannt. In den Jahren 1947 bis 1949 erreichte die 1. Mannschaft unter Trainer Helmut Luithardt die Endspiele um die Württembergische Meisterschaft im Feldhandball. 1960/61 stieg die 1. Mannschaft unter Trainer Horst Jung in die höchsten Spielklassen im Feldhandball und Hallenhandball auf.
Die 1. Mannschaft unter Trainer Horst Jung wurde 1970 Meister der Landesliga und stieg in die Württembergische Oberliga im Feldhandball auf. 1973 übernahm Günter Schweikardt als Spielertrainer die Leitung der Hallenhandball-Mannschaft. 1979 wurde die 1. Mannschaft Württembergischer Pokal-Vizemeister im Hallenhandball. 1985 gelang der Aufstieg der Hallenhandballer aus der Verbandsliga in die Württembergische Oberliga. Nach dem zwischenzeitlichen Wiederabstieg gelang 1998 der erneute Aufstieg in die Württembergische Oberliga. Im Feldhandball wurde der TV Bittenfeld 1999 Württembergischer Meister.
Zwischenzeitlich hatte Jürgen Krause das Traineramt der Hallenhandball-Mannschaft in der Oberliga inne. Diese kletterte über die Oberliga Baden-Württemberg (2003) – inzwischen hatte Günter Schweikardt wieder das Traineramt übernommen – und die Regionalliga (2004) bis in die 2. Handball-Bundesliga Süd (2006) und absolvierte dort bis 2011 fünf Spielzeiten. Während der Saison 2007/08 übernahm der bisherige Co-Trainer Henning Fröschle das Amt des Cheftrainers von Günter Schweikardt, der auf den Posten des Sportlichen Leiters wechselte. Im Dezember 2008 trat Fröschle von seinem Amt als Trainer zurück. Auf ihn folgte interimsweise Jens Baumbach, bis Schweikardt wieder auf den Posten des Cheftrainers zurückkehrte. Unterstützt wurde er nun von Baumbach und Klaus Hüppchen als Co-Trainern.

### 2010 bis 2015
Im DHB-Pokal 2010/11 gewann der Verein in der ersten Runde gegen die SG Leutershausen, in der zweiten Runde gegen die TSG Groß-Bieberau und unterlag in der dritten Runde den Rhein-Neckar Löwen. Am Ende der Saison 2010/11 belegte der TV Bittenfeld den vierten Platz in der Südstaffel der 2. Bundesliga. Dieser berechtigte die Mannschaft in der neu gegründeten eingleisigen 2. Handball-Bundesliga zu spielen.
Am 27. August 2011 bestritt die erste Mannschaft des TV Bittenfeld in der Gemeindehalle Bittenfeld das erste Pflichtspiel in der Saison 2011/12. Das Team besiegte in der ersten Hauptrunde des DHB-Pokals den Zweitligisten HC Erlangen mit 28:26 (16:10). In der 2. Hauptrunde des DHB-Pokals trat die Mannschaft beim Drittligisten TUSPO Obernburg an, gewann mit 36:32 (18:17) und qualifizierte sich für die nächste Runde. Dort traf die Mannschaft aus dem Rems-Murr-Kreis auf den SV Beckdorf, einen Drittligisten aus der Nordstaffel. Am 25. Oktober 2011 besiegte der TV Bittenfeld den unterklassigen Gegner mit 42:32 (23:16). Somit zog der TVB zum ersten Mal in der Vereinsgeschichte in das Achtelfinale des DHB-Pokals ein und bekam dort mit dem EHV Aue erneut einen Drittligisten zugelost. Da Aue sich noch als Zweitligist für den DHB-Pokal qualifiziert hat, wurde das Heimrecht zwischen beiden Mannschaften nicht getauscht. Die Bittenfelder verloren das Spiel am 6. Dezember 2011 in eigener Halle mit 27:29 (10:15) und verpassten so den erstmaligen Einzug in ein DHB-Pokal-Viertelfinale.
In der Saison 2012/13 siegte der Verein im DHB-Pokal in der ersten Runde über den TuS Fürstenfeldbruck, in der zweiten Runde folgte das Aus gegen den TV Hüttenberg. Im März 2013 trat Günter Schweikardt als Trainer zurück. Als Interimslösung folgten ihm bis zum Saisonende sein Sohn Jürgen sowie der bisherige Co-Trainer Heiko Burmeister.
Der bisherige Interimstrainer Jürgen Schweikardt betreute die Mannschaft ab der Saison 2013/14 als Cheftrainer. Im DHB-Pokal 2013/14 besiegte der Verein in der ersten Runde die Turnerschaft Bendorf, in der zweiten Runde den TV Emsdetten und unterlag im Achtelfinale Frisch Auf Göppingen.
Im DHB-Pokal 2014/15 erfolgte das Erstrunden-Aus gegen den SC DHfK Leipzig Handball. Am Ende der Saison 2014/15 belegte der TV Bittenfeld den 3. Platz und stieg damit erstmals in die Handball-Bundesliga auf.

### Ab 2015 – 1. Bundesliga
Seit der Saison 2015/16 tritt die Bundesliga-Mannschaft unter dem Namen TVB 1898 Stuttgart an. Nachfolger von Jürgen Schweikardt als Trainer wurde Thomas König. Im DHB-Pokal 2015/16 trat der Verein in der erstmals als Turnier ausgetragenen ersten Runde gegen die TSG Friesenheim, den SV Salamander Kornwestheim und die Rhein-Neckar Löwen an. Die Niederlage im ersten Spiel gegen die Rhein-Neckar Löwen bedeutete bereits das Turnier-Aus und damit auch das Ausscheiden aus dem DHB-Pokal. Am Ende der Saison 2015/16 sicherte sich der Verein mit Platz 15 den Klassenerhalt in der Handball-Bundesliga. Thomas König wurde nach dem Saisonende beurlaubt.
Mit Beginn der Saison 2016/17 wurde Markus Baur Trainer der Bundesliga-Mannschaft. Im DHB-Pokal 2016/17 trat der TVB in der als Turnier ausgetragenen ersten Runde gegen die MSG Groß-Bieberau/Modau, die SG BBM Bietigheim und den Leichlinger TV an. Nach einem Sieg gegen Groß-Bieberau/Modau schied der TVB mit einer Niederlage gegen Bietigheim aus dem DHB-Pokal aus. In der Bundesliga sicherte sich der Verein am letzten Spieltag den 14. Platz und damit den Klassenerhalt.
In der Saison 2017/18 erreichte der TVB erstmals in der Vereinsgeschichte das Viertelfinale im DHB-Pokal. Nach zwei Siegen in der als Turnier ausgetragenen ersten Runde gegen den HSV Bad Blankenburg und den EHV Aue besiegte die Mannschaft im Achtelfinale den TBV Lemgo, schied jedoch im Viertelfinale gegen die HSG Wetzlar aus. Nach zehn Spielen ohne Punktgewinn gab der abstiegsbedrohte Verein am 18. Februar 2018 bekannt, dass er sich mit sofortiger Wirkung von Trainer Markus Baur getrennt hat. Das Traineramt übernahm Geschäftsführer Jürgen Schweikardt in Personalunion. Am Saisonende belegte der TVB den 14. Platz in der Bundesliga und gab bekannt, dass Jürgen Schweikardt mit einem Dreijahresvertrag Trainer bleiben wird.
Zur Saison 2018/19 übernahm Sven Franzen die Sparten Finanzen, Vertrieb und Event als weiterer Geschäftsführer des TVB. Jürgen Schweikardt verantwortet weiterhin die Bereiche Sport, Kommunikation und Organisation. Im DHB-Pokal schied der Verein in der als Turnier ausgetragenen ersten Runde bereits im ersten Spiel gegen die DJK Rimpar aus. Am Ende der Saison belegte der TVB in der Bundesliga den 15. Platz.
Im DHB-Pokal setzte sich der TVB in der als Turnier ausgetragenen ersten Runde gegen den HSC 2000 Coburg und den TSB Heilbronn-Horkheim durch. Im Achtelfinale bezwang der TVB daheim den HC Erlangen mit 30:26, bevor im Viertelfinale das Heimspiel gegen den THW Kiel mit 34:35 verlorenging. In der aufgrund der COVID-19-Pandemie abgebrochenen Bundesligaspielzeit erreichte der TVB mit dem 12. Platz sein bislang bestes Ergebnis.
Ab der Saison 2020/21 wurden alle Spiele ausschließlich in der Porsche-Arena ausgetragen. Aufgrund der anhaltenden Pandemie fanden die Spiele meist ohne Zuschauer statt, wodurch der Zuschauerschnitt trotz der größeren Hallenkapazität deutlich einbrach. Die Saison konnte auf dem 14. Platz abgeschlossen werden. Eine DHB-Pokal Runde gab es in dieser Saison nicht, da das Final4 der Vorsaison aufgrund der Pandemie erst 2021 ausgetragen wurde.
Für die Saison 2021/22 wurde der Spanier Roi Sánchez als Trainer verpflichtet und Jürgen Schweikardt blieb weiterhin als Geschäftsführer tätig. Nach einem Sieg gegen die DJK Rimpar Wölfe im DHB-Pokal, erfolgte das Aus gegen die Rhein-Neckar Löwen im Achtelfinale. Die Bundesligasaison konnte auf dem 15. Platz abgeschlossen werden.
Vor der Saison 2022/23 konnte mit Silvio Heinevetter ein weiterer deutscher Nationalspieler neben Patrick Zieker verpflichtet werden. Nachdem die Mannschaft die ersten fünf Spiele der Saison verloren hatte, wurde Roi Sánchez vom Amt des Trainers freigestellt. Interimsweise übernahm Michael Schweikardt das Traineramt zunächst für wenige Spiele, wurde dann aber nach Erfolgen in den folgenden Spielen für die restliche Saison als Cheftrainer eingesetzt. Im DHB-Pokal erfolgte ein frühes aus im ersten Spiel gegen die TSV Hannover-Burgdorf. Die Liga wurde erneut auf dem 15. Platz abgeschlossen.
Im August 2023 konnte mit Kai Häfner ein dritter deutscher Nationalspieler für den Kader gewonnen werden. Zudem standen ab der Saison 2023/24 dann die Brüder Kai und Max Häfner gemeinsam für den TVB auf dem Feld. Der TVB Stuttgart beendete die Saison 2023/24 auf dem 11. Platz in der Bundesliga und konnte so sein bestes Bundesliga-Resultat der Vereinsgeschichte feiern. Nach der Saison kam es zu einem großen Umbruch bei den Schwaben. Insgesamt acht Spieler verließen den Verein, darunter auch Silvio Heinevetter, welcher zum Ligakonkurrenten nach Eisenach wechselte. Der TVB verpflichtete deshalb auch sieben neue Spieler unter anderem den Schweizer Nationalteamspieler Lenny Rubin.

## Erfolge
- Aufstieg 2006 in die 2. Handball-Bundesliga Süd
- Qualifikation 2011 für die eingleisige 2. Handball-Bundesliga
- Aufstieg 2015 in die Handball-Bundesliga

## Mannschaft

### Kader Saison 2025/26
| Nr.                   | Nation       | Name                      | Position        | Größe  | Geburtsdatum  | Alter | seit | Vertrag bis | Letzter Verein          |
| --------------------- | ------------ | ------------------------- | --------------- | ------ | ------------- | ----- | ---- | ----------- | ----------------------- |
| 16                    | Slowenien    | Miljan Vujović            | Tor             | 1,98 m | 27. Aug. 2000 | 24    | 2022 | 2027        | RK Celje                |
| 21                    | Niederlande  | Jorick Pol                | Tor             | 1,99 m | 26. Feb. 2004 | 21    | 2025 |             | HV Hurry-Up             |
| 94                    | Deutschland  | Daniel Rebmann            | Tor             | 1,90 m | 16. Jan. 1994 | 31    | 2025 | 2027        | SG BBM Bietigheim       |
| 03                    | Deutschland  | Max Häfner                | Rückraum Mitte  | 1,85 m | 13. Mai 1996  | 29    | 2017 | 2026        | TSB Schwäbisch Gmünd    |
| 05                    | Spanien      | Antonio Serradilla Cuenca | Rückraum links  | 1,98 m | 10. Jan. 1999 | 26    | 2025 | 2027        | SC Magdeburg            |
| 07                    | Norwegen     | Kasper Thorsen Lien       | Rechtsaußen     | 1,90 m | 15. Apr. 2001 | 24    | 2025 | 2027        | Elverum Håndball        |
| 09                    | Kroatien     | Gianfranco Pribetić       | Kreismitte      | 1,95 m | 28. Apr. 2000 | 25    | 2024 | 2026        | RK Nexe Našice          |
| 10                    | Kroatien     | Ivan Šnajder              | Linksaußen      | 1,90 m | 13. Mai 1997  | 28    | 2025 | 2026        | ThSV Eisenach           |
| 13                    | Griechenland | Achilleas Toskas          | Rückraum rechts | 1,91 m | 1. Okt. 2004  | 20    | 2024 | 2027        | Bianco Monte Drama 1986 |
| 15                    | Italien      | Simone Mengon             | Rückraum links  | 1,87 m | 3. Jan. 2000  | 25    | 2025 | 2028        | ThSV Eisenach           |
| 17                    | Schweiz      | Samuel Röthlisberger      | Kreismitte      | 1,97 m | 15. Aug. 1996 | 29    | 2017 | 2027        | BSV Bern Muri           |
| 22                    | Deutschland  | Torben Matzken            | Rückraum Mitte  | 1,88 m | 1. Feb. 2000  | 25    | 2024 | 2026        | Kadetten Schaffhausen   |
| 25                    | Deutschland  | Patrick Zieker            | Linksaußen      | 1,86 m | 13. Dez. 1993 | 31    | 2019 | 2027        | TBV Lemgo               |
| 34                    | Deutschland  | Kai Häfner                | Rückraum rechts | 1,88 m | 10. Juli 1989 | 36    | 2023 | 2027        | MT Melsungen            |
| 37                    | Litauen      | Jonas Truchanovičius      | Rückraum links  | 2,03 m | 24. Juni 1993 | 32    | 2023 | 2026        | HK Motor Saporischschja |
| 44                    | Schweiz      | Lenny Rubin               | Rückraum links  | 2,05 m | 1. Feb. 1996  | 29    | 2024 | 2026        | HSG Wetzlar             |
| 57                    | Osterreich   | Jakob Nigg                | Rechtsaußen     | 1,84 m | 6. Mai 2003   | 22    | 2025 | 2027        | Fivers WAT Margareten   |
| Stand: 7. August 2025 |              |                           |                 |        |               |       |      |             |                         |

### Trainerteam
| Nat.        | Name             | Position        |
| ----------- | ---------------- | --------------- |
| Schweiz     | Misha Kaufmann   | Trainer         |
| Kroatien    | Danijel Grgić    | Co-Trainer      |
| Deutschland | Daniel Sdunek    | TW-Trainer      |
| Deutschland | Steffen Hepperle | Athletiktrainer |

### Transfers zur Saison 2025/26
| Zugänge               | Zugänge                      | Zugänge               |
| Nation                | Name                         | abgebender Verein     |
| --------------------- | ---------------------------- | --------------------- |
| Deutschland           | Daniel Rebmann               | SG BBM Bietigheim     |
| Italien               | Simone Mengon                | ThSV Eisenach         |
| Osterreich            | Jakob Nigg                   | Fivers WAT Margareten |
| Kroatien              | Ivan Šnajder                 | ThSV Eisenach         |
| Norwegen              | Kasper Thorsen Lien          | Elverum Håndball      |
| Spanien               | Antonio Serradilla Cuenca    | SC Magdeburg          |
| Niederlande           | Jorick Pol (Zweitspielrecht) | JD Techniek Hurry-Up  |
| Stand: 10. April 2025 |                              |                       |

| Abgänge              | Abgänge                  | Abgänge                |
| Nation               | Name                     | aufnehmender Verein    |
| -------------------- | ------------------------ | ---------------------- |
| Spanien              | Jorge Serrano Villalobos | CB Atlético Valladolid |
| Frankreich           | Samir Bellahcene         | Dinamo Bukarest        |
| Spanien              | Daniel Fernández Jiménez | FC Barcelona           |
| Deutschland          | Nico Schöttle            | Bergischer HC          |
| Deutschland          | Nico Bacani              | SG BBM Bietigheim      |
| Kroatien             | Ante Ivanković           | GRK Ohrid              |
| Deutschland          | Luca Tschentscher        | HSG Nordhorn-Lingen    |
| Spanien              | Bruno Reguart Massana    | Fraikin BM. Granollers |
| Schweiz              | Lukas Laube              | THW Kiel               |
| Stand: 18. Juli 2025 |                          |                        |

## Trainer

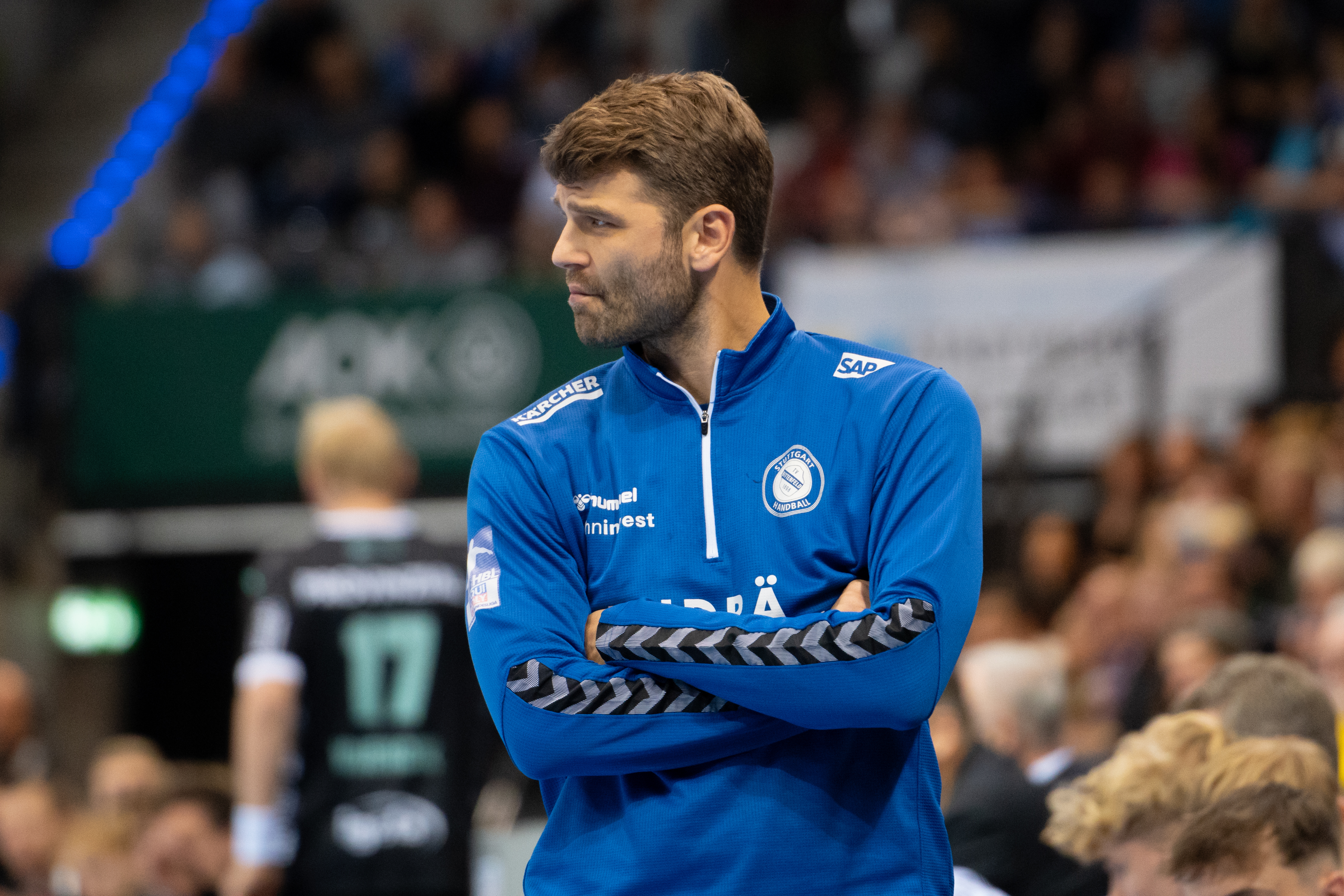
Michael Schweikardt – Trainer September 2022 bis November 2024
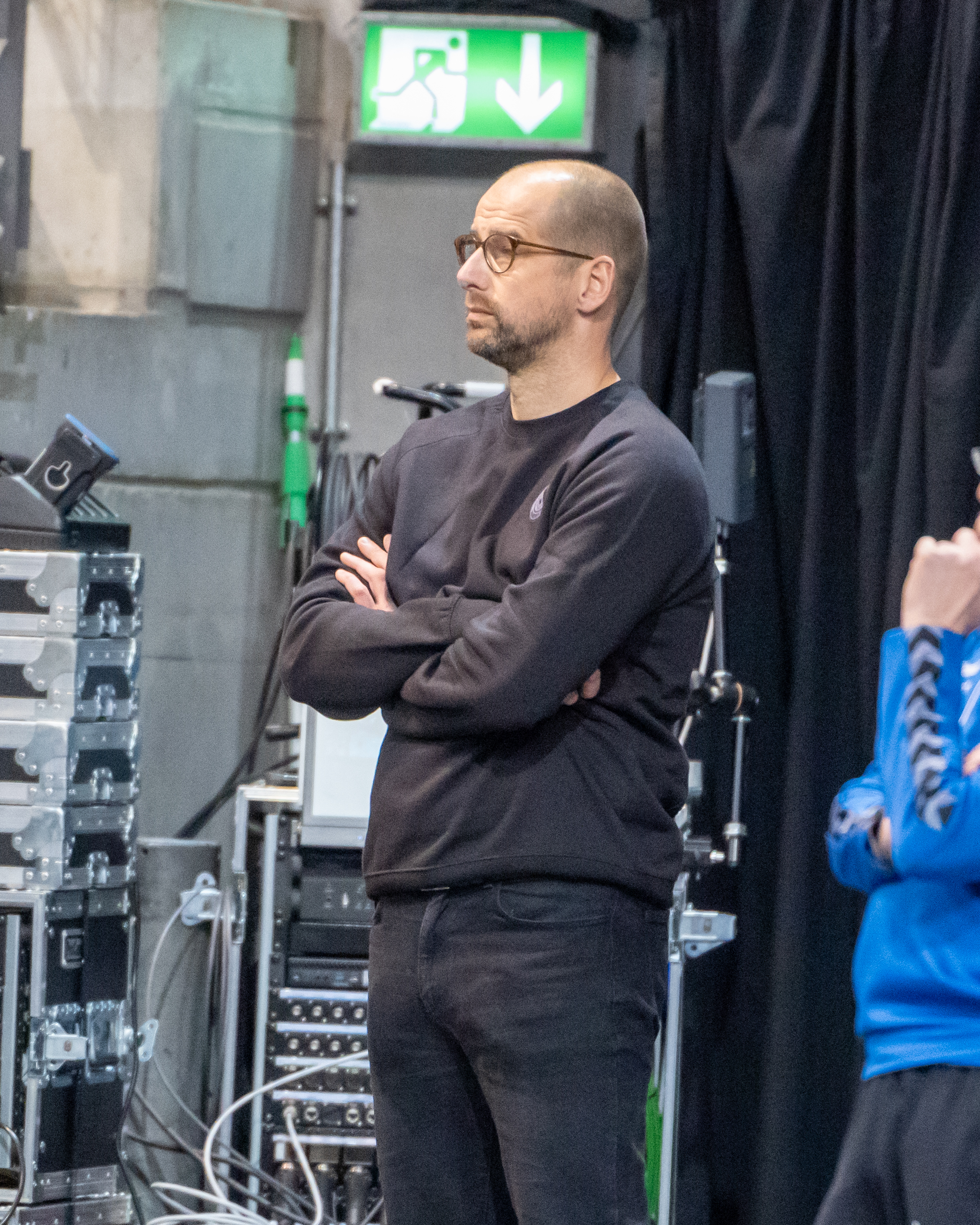
Jürgen Schweikardt – 2013 bis 2015 und Februar 2018 bis 2021
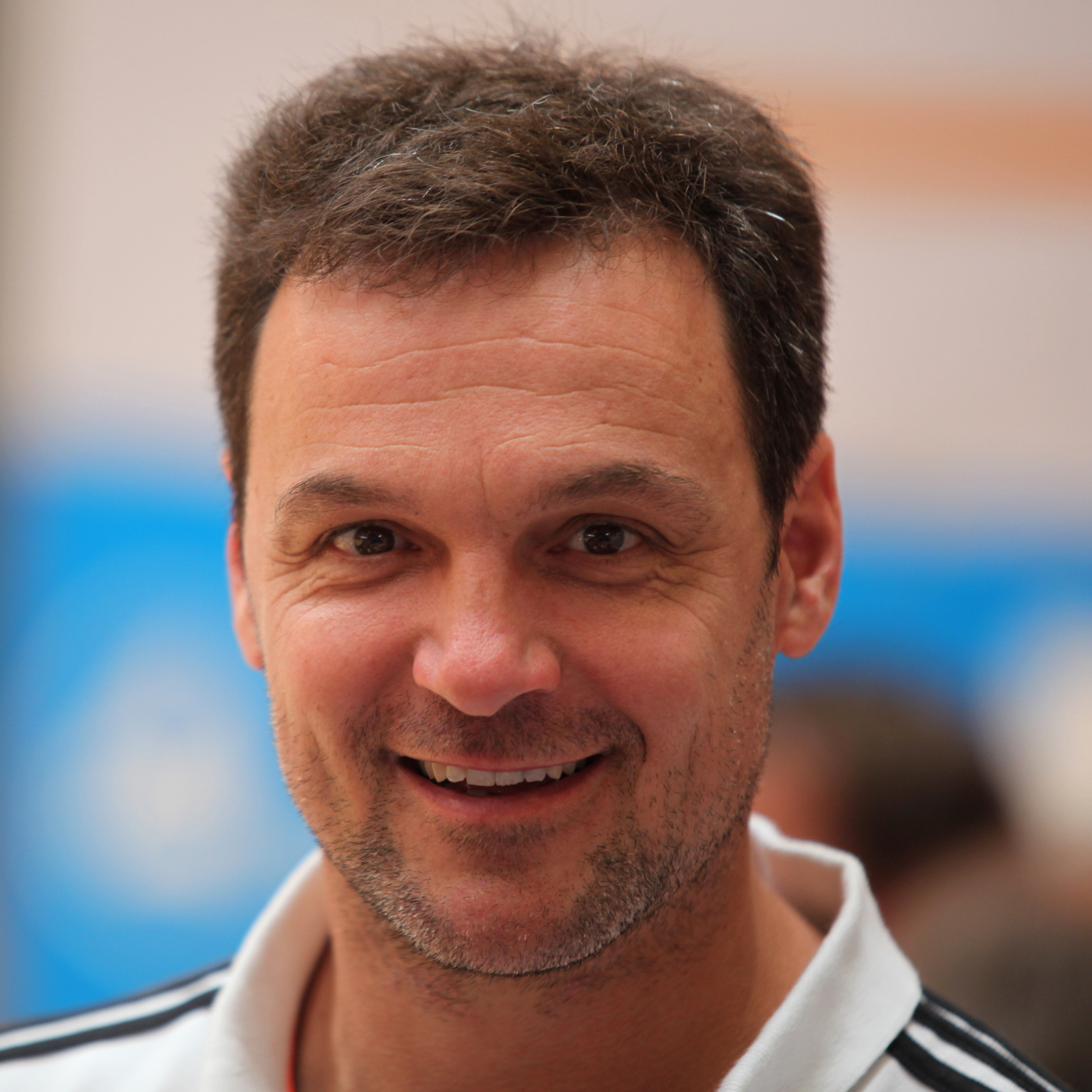
Markus Baur – 2016 bis Februar 2018
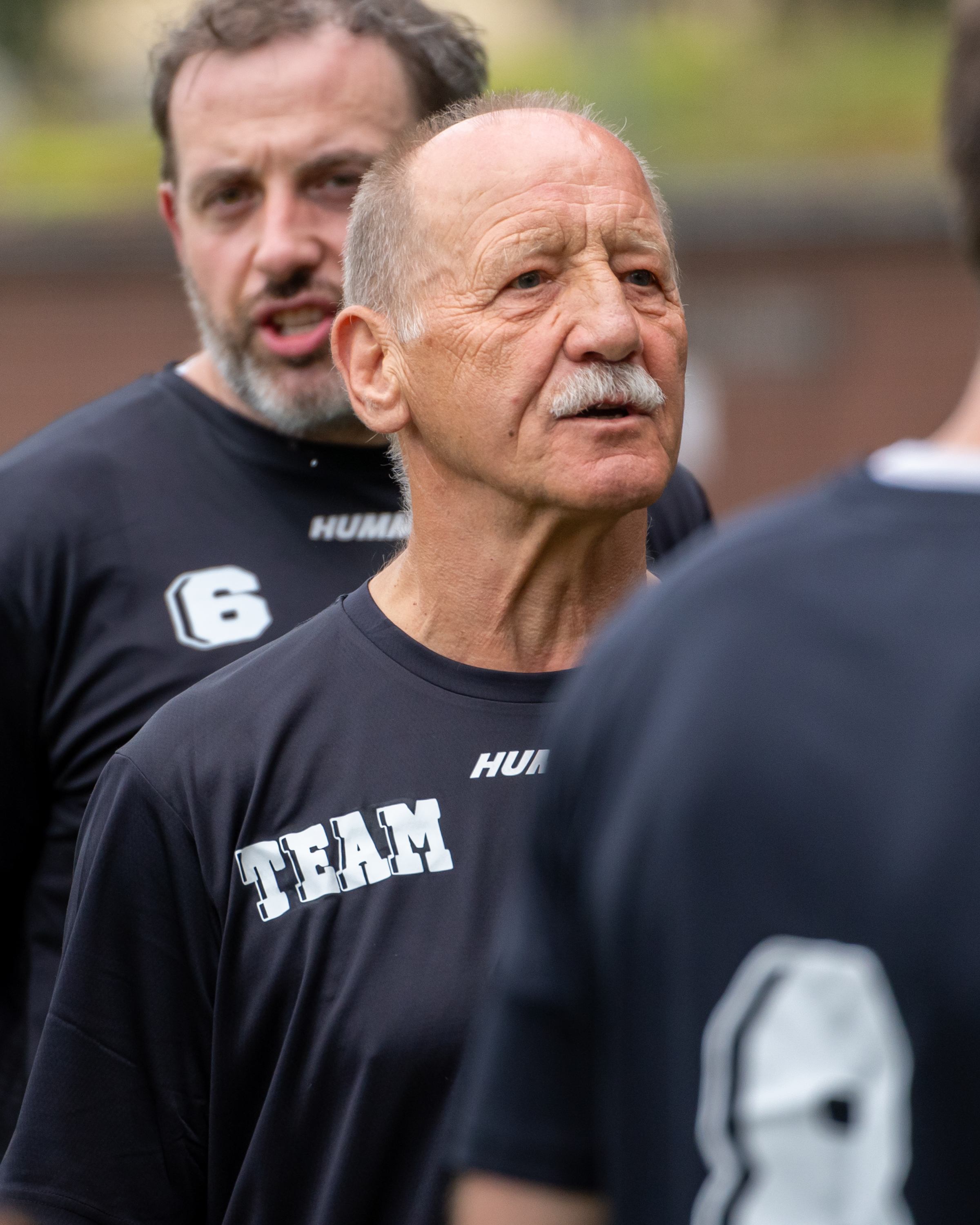
Günter Schweikardt

- Misha Kaufmann (seit 2025)
- Jürgen Schweikardt und Jens Bürkle (November 2024 – 2025)
- Michael Schweikardt (September 2022 – November 2024)
- Roi Sánchez (2021 – September 2022)
- Jürgen Schweikardt (Februar 2018 – 2021)
- Markus Baur (2016 – Februar 2018)
- Thomas König (2015 – 2016)
- Jürgen Schweikardt (2013 – 2015)
- Günter Schweikardt (bis 2013)

Zudem waren oder sind beim Verein Jens Baumbach, Heiko Burmeister, Henning Fröschle, Klaus Hüppchen, Jürgen Krause und Karsten Schäfer im Trainerteam tätig.

## Statistiken

### Platzierungen seit 2006
| Saison  | Liga              | Platz | Tore      | Punkte | DHB-Pokal     | Bemerkung                                    |
| ------- | ----------------- | ----- | --------- | ------ | ------------- | -------------------------------------------- |
| 2006/07 | 2. Bundesliga Süd | 16.   | 1019:1123 | 23:45  |               |                                              |
| 2007/08 | 2. Bundesliga Süd | 10.   | 0971:1015 | 32:36  | 2. Runde      |                                              |
| 2008/09 | 2. Bundesliga Süd | 08.   | 0989:0985 | 36:32  | 1. Runde      |                                              |
| 2009/10 | 2. Bundesliga Süd | 03.   | 1038:0938 | 46:22  | 2. Runde      |                                              |
| 2010/11 | 2. Bundesliga Süd | 04.   | 1044:0985 | 46:22  | 3. Runde      | Qualifikation zur eingleisigen 2. Bundesliga |
| 2011/12 | 2. Bundesliga     | 14.   | 1085:1112 | 34:42  | Achtelfinale  |                                              |
| 2012/13 | 2. Bundesliga     | 07.   | 1018:1014 | 38:34  | 2. Runde      |                                              |
| 2013/14 | 2. Bundesliga     | 04.   | 1011:0915 | 47:25  | Achtelfinale  |                                              |
| 2014/15 | 2. Bundesliga     | 03.   | 1074:0950 | 55:21  | 1. Runde      | Aufstieg in die Handball-Bundesliga          |
| 2015/16 | 1. Bundesliga     | 15.   | 0783:0926 | 14:50  | 1. Runde      |                                              |
| 2016/17 | 1. Bundesliga     | 14.   | 0865:0944 | 23:45  | 1. Runde      |                                              |
| 2017/18 | 1. Bundesliga     | 14.   | 0852:0959 | 20:48  | Viertelfinale |                                              |
| 2018/19 | 1. Bundesliga     | 15.   | 0912:0998 | 23:45  | 1. Runde      |                                              |
| 2019/20 | 1. Bundesliga     | 12.   | 0709:0759 | 21:33  | Viertelfinale |                                              |
| 2020/21 | 1. Bundesliga     | 14.   | 1019:1075 | 32:44  | -             |                                              |
| 2021/22 | 1. Bundesliga     | 15.   | 0962:1032 | 24:44  | Achtelfinale  |                                              |
| 2022/23 | 1. Bundesliga     | 15.   | 0912:1003 | 23:45  | 2. Runde      |                                              |
| 2023/24 | 1. Bundesliga     | 11.   | 0996:1048 | 26:42  | 3. Runde      |                                              |
| 2024/25 | 1. Bundesliga     | 16.   | 0906:1045 | 18:50  | 2. Runde      |                                              |

|  | Aufstieg |
|  | Abstieg  |

### Zuschauerschnitt seit 2006
| Saison   | Zuschauerschnitt | Entwicklung |
| -------- | ---------------- | ----------- |
| 2006/07  | 1.409            | -           |
| 2007/08  | 1.851            | + 31,4 %    |
| 2008/09  | 1.795            | - 3,0 %     |
| 2009/10  | 2.229            | + 24,2 %    |
| 2010/11  | 2.210            | - 0,9 %     |
| 2011/12  | 1.866            | - 15,6 %    |
| 2012/13  | 2.035            | + 9,1 %     |
| 2013/14  | 1.990            | - 2,2 %     |
| 2014/15  | 2.250            | + 13,1 %    |
| 2015/16  | 3.792            | + 68,5 %    |
| 2016/17  | 3.870            | + 2,1 %     |
| 2017/18  | 003.716          | - 4,4 %     |
| 2018/19  | 3.681            | - 0,9 %     |
| 2019/20  | 4.002            | + 8,7 %     |
| 2020/21* | 118              | - 97,1 %    |
| 2021/22* | 3.222            | + 2.730,5 % |
| 2022/23  | 4.425            | + 37,3 %    |
| 2023/24  | 4.725            | + 6,8 %     |
| 2024/25  | 5.050            | + 6,9 %     |

*In der Saison 2020/21 fanden die meisten Spiele aufgrund der COVID-19-Pandemie ohne Zuschauer statt. In der Saison 2021/22 waren die Zuschauerzahlen meist noch eingeschränkt.

## Spielstätten

### Scharrena

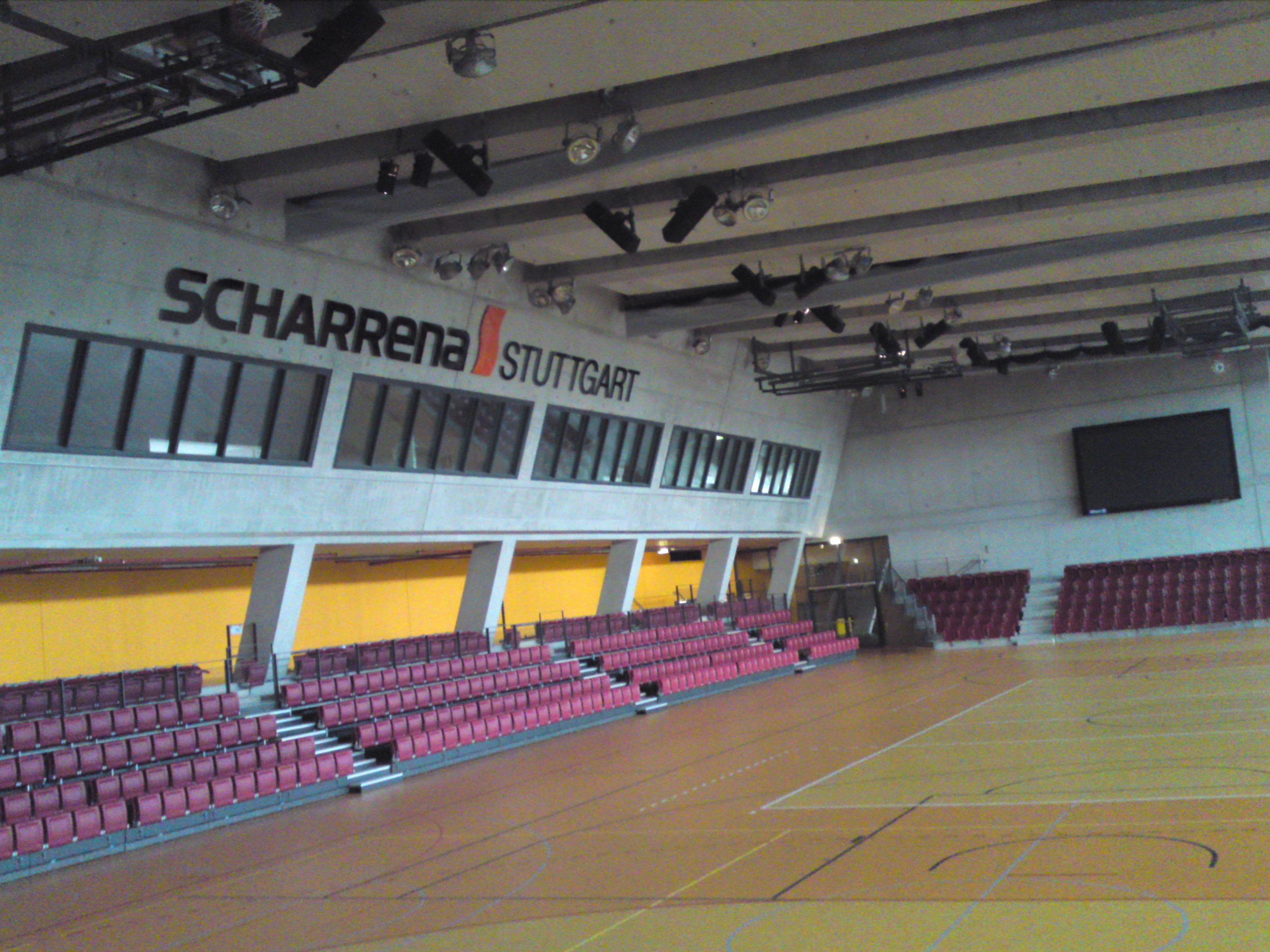
SCHARRena in Stuttgart

Das erste Spiel in der Scharrena in Stuttgart fand am 4. Mai 2012 gegen die HSG Nordhorn-Lingen statt. Mit Beginn der Saison 2012/13 wechselte der TV Bittenfeld seine Heimspielstätte von der Gemeindehalle in Bittenfeld zur Scharrena. Einzelne Spiele fanden in der Porsche-Arena statt, seit der Saison 2021/22 spielt der TVB Stuttgart ausschließlich dort.

### Porsche-Arena

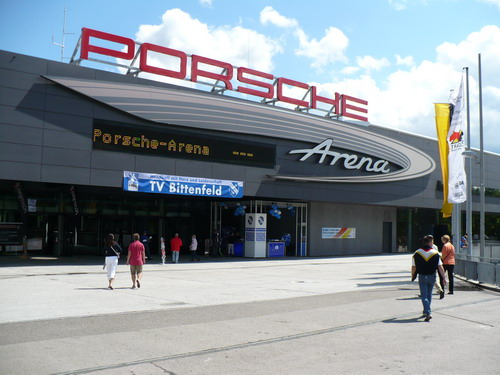
Heimspiel in der Porsche-Arena 2007

Das erste Spiel in der Porsche-Arena in Stuttgart bestritt der TV Bittenfeld am 3. Dezember 2006 gegen den Bergischen HC. In den Spielzeiten 2006/07 bis 2011/12 hat der TV Bittenfeld 22 Heimspiele in der Porsche-Arena ausgetragen. Zu diesen Spielen kamen im Durchschnitt mehr als 5500 Zuschauer in die bei Handballspielen 6211 Zuschauer fassende Arena. Beim 18. Spiel in der Porsche-Arena gegen den TV Neuhausen im April 2011 durchbrach der Verein die Grenze von 100.000 Zuschauern. Nach knapp 11 Jahren knackte der Verein mit dem Spiel am 26. Dezember 2017 gegen die Rhein-Neckar Löwen die 250.000 Zuschauer-Marke. Im Durchschnitt besuchten 5921 Zuschauer die Spiele des TVB in der Porsche-Arena.

## Sponsoring
Hauptsponsor der Bundesligamannschaft ist seit 2012 Kärcher aus dem nahegelegenen Winnenden. Offizieller Ausrüster der 1. Mannschaft war bis Ende der Saison 2021/22 Kempa. Seit der Saison 2022/23 übernimmt dies die dänische Firma Hummel.

## 2. Mannschaft
Die zweite Mannschaft des TV Bittenfeld spielte bis zur Saison 2010/11 in der Landesliga. Dort belegte die Mannschaft den ersten Platz und spielte zwischenzeitlich in der Württembergliga. In der Saison 2017/18 qualifizierte sich die 2. Mannschaft als deren Meister für die Oberliga. In der Saison 2024/25 gelang ihnen der Aufstieg in die 3. Liga.
Die Mannschaft wird von Alexander Heib und Michael Rill trainiert.

## Jugend
Die A-Jugend des TVB spielt seit der Saison 2016/17 in der A-Jugend-Bundesliga.
- 2013 – Sieger IBOT (Handballturnier) A-Jugend

## Sonstiges
- Für den TV Bittenfeld war bis 2013 der heutige Sportmoderator Lennert Brinkhoff als Pressesprecher tätig.
- Als Hallensprecher sind für den TVB 1898 Stuttgart regelmäßig die Sportmoderatoren Jens Zimmermann und Daniel Räuchle tätig.
- Im Jahr 2017 veröffentlichte die BWPOST eine Briefmarkenserie mit Spielern des TVB. Darauf abgebildet sind Michael Schweikardt, Johannes Bitter, Bobby Schagen, Simon Baumgarten und Michael Kraus.[40]